# Clyman (hrabstwo Dodge)
Clyman – wieś w Stanach Zjednoczonych, w stanie Wisconsin, w hrabstwie Dodge.